# Gianius aquaedulcis
Gianius aquaedulcis är en ringmaskart som först beskrevs av Hrabe 1960.  Gianius aquaedulcis ingår i släktet Gianius och familjen glattmaskar. Arten är reproducerande i Sverige. Inga underarter finns listade i Catalogue of Life.